# Ophiusa tirhacoides
Ophiusa tirhacoides là một loài bướm đêm thuộc họ Erebidae. Nó là loài đặc hữu của Borneo.
Sải cánh dài 25–26 mm.
Ấu trùng ăn Casuarina.